# Verneusses
Verneusses település Franciaországban, Eure megyében. Lakosainak száma 180 fő (2022. január 1.). Verneusses Saint-Germain-d’Aunay, Saint-Denis-d’Augerons és La Ferté-en-Ouche községekkel határos.

## Népesség
A település népessége az elmúlt években az alábbi módon változott:
| Lakosok száma | 304  | 244  | 203  | 222  | 205  | 206  | 201  | 193  | 189  | 180  |
|               | 1968 | 1982 | 1990 | 2006 | 2013 | 2015 | 2017 | 2019 | 2020 | 2022 |